# Fujitsu A64FX
Az A64FX egy 64 bites ARM architektúrán alapuló mikroprocesszor, amelyet a Fujitsu tervezett. A processzor a SPARC64 V processzorokat váltja fel a Fujitsu szuperszámítógépes rendszereiben. A Fugaku szuperszámítógép is A64FX processzorokra épül; ez a gép 2020. júniusától a világ leggyorsabb szuperszámítógépeként szerepelt a TOP500 listában, míg 2022 júniusában megelőzte a Frontier szuperszámítógép, így a második helyre esett vissza.

## Tervezés
A Fujitsu az Arm vállalattal együttműködve fejlesztette ki a processzort; ez az első processzor, amely az ARMv8.2-A Scalable Vector Extension (SVE) SIMD utasításkészlet használja, 512 bites vektoros megvalósítással.
A processzor rendelkezik négy operandusú összevont szorzás-összeadás (FMA) prefix utasítással, azaz egy MOVPRFX utasítással, amelyet 3 operandusú FMA művelet követ (az ARM, mint a RISC processzorok általánosan, 3 operandusú gép, amelynek utasításkódolása nem teszi lehetővé több, pl. négy operandus használatát), de ezeket egyetlen műveletbe vonja össze az utasítás-futószalagon. A processzorról a tervező azt állítja, hogy 90%-nál magasabb végrehajtási hatékonyságot ér el a (D|S|H)GEMM (általános mátrixszorzás) és INT16/INT8 skaláris szorzat műveletekben.
A processzor 32 GiB HBM2 memóriát használ, másodpercenként 1 TiB sávszélességgel. A processzor 16 3. generációs PCI Express sávot alkalmaz különböző külső gyorsítóegységekhez való csatlakozásra (hipotetikusan például GPU-khoz és FPGA-khoz). A processzor egy Tofu-D összeköttetés-hálózat vezérlőt is integrál 10 porttal, amely 20 sávon nagy sebességű 28 GBps átvitelt biztosít a csomópontokhoz való csatlakozásra egy klaszterben. A processzor bejelentett tranzisztorszáma közel 8,8 milliárd.
Minden A64FX processzor négy NUMA csomóponttal rendelkezik, és minden egyes NUMA csomópont 12 számító magot tartalmaz, így a processzorok összesen 48 magot tartalmaznak. Mindegyik NUMA csomópontnak saját második szintű gyorsítótára van, emellett HBM2 memóriával és segédmagokkal van ellátva a nem számítási feladatokhoz. A segédprocesszorok egyik feladata a nagy sebességű kommunikáció biztosítása a háttérben.
A Fujitsu folyamatosan fejleszti a „RAS” (Reliability – megbízhatóság, Availability – rendelkezésre állás, Serviceability – használhatóság) képességeket eszközeiben. A hibatűrés érdekében az A64FX processzorban közel 128 400 hibaellenőrzési pontot valósítottak meg. A cég a szuperszámítógépes piacon kívüli területeken is tervezi a processzor alkalmazását, alacsonyabb specifikációjú gépekben.
2020 júniusában az A64FX processzorokkal épült Fugaku szuperszámítógép elérte a 4,2 petaFLOPS-os teljesítményt és ezzel megszerezte a világ leggyorsabb szuperszámítógépe címet, amit 2022 közepéig tartott.

## Alkalmazása
A Fujitsu az A64FX processzort kifejezetten a Fugaku szuperszámítógép számára tervezte. 2020 júniusában és novemberében a Fugaku volt a leggyorsabb szuperszámítógép a TOP500 rangsor szerint. A Fujitsu kisebb A64FX processzoros gépeket is próbált értékesíteni. Az AnandTech portál 2020 júniusában arról számolt be, hogy a két A64FX csomópontot tartalmazó PRIMEHPC FX700 szerver ára 4 155 330 ¥ (kb. 39 000 USD) volt.
A Cray szuperszámítógépeket fejleszt az A64FX felhasználásával. A Isambard 2 szuperszámítógépet Fujitsu processzorok felhasználásával építi egy konzorcium az Egyesült Királyságban, a Bristoli Egyetem vezetésével, amelyben a „Met Office”, a brit Meteorológiai Hivatal is részt vesz. Ez az első Isambard szuperszámítógép továbbfejlesztése, amely szintén ARM architektúrájú Marvell ThunderX2 mikroprocesszorral készült.
Az Ookami egy nyílt tesztrendszer, amelyet az NSF támogat, a Stony Brook Egyetem és a Buffalói Egyetem tartja üzemben, hozzáférést biztosítva a kutatóknak az A64FX processzorokhoz. A rendszer 176 A64FX számítási- és 2 dedikált hibakereső csomópontot tartalmaz, egyenként 32 GiB nagy sávszélességű memóriával és 512 GB-os SSD-vel.

## Fordítás
Ez a szócikk részben vagy egészben  a   Fujitsu A64FX című angol Wikipédia-szócikk ezen változatának fordításán alapul.  Az eredeti cikk szerkesztőit annak laptörténete sorolja fel. Ez a jelzés csupán a megfogalmazás eredetét és a szerzői jogokat jelzi, nem szolgál a cikkben szereplő információk forrásmegjelöléseként.